# Chavagnes-en-Paillers
Chavagnes-en-Paillers är en kommun i departementet Vendée i regionen Pays de la Loire i västra Frankrike. Kommunen ligger i kantonen Saint-Fulgent som tillhör arrondissementet La Roche-sur-Yon. År 2022 hade Chavagnes-en-Paillers 3 648 invånare.

## Befolkningsutveckling
Antalet invånare i kommunen Chavagnes-en-Paillers
| Referens: INSEE |